# Брандън Раут
Бра̀ндън Джеймс Ра̀ут (на английски: Brandon James Routh, роден на 9 октомври 1979 г.) е американски актьор и бивш модел. Придобива известност с ролята на Супермен във филма „Супермен се завръща“ от 2006 г. Играл е в сериала „Стрелата“ като героя Рей Палмър (Атом) и в спин-офа „Легендите на утрешния ден“ (пак като Рей Палмър), където има по-голяма роля.

## Личен живот
Сключва брак с актрисата Кортни Форд на 24 ноември 2007 г. в Санта Барбара. На 10 август 2012 г. им се ражда син на име Лио Джеймс.